# Emblema nacional de Siria
El emblema nacional de Siria es uno de los símbolos patrios de dicho país. Su versión actual fue adoptada el 3 de julio de 2025, reemplazando al escudo de armas transitorio que se estableció luego de la victoria de las tropas rebeldes islamistas en la caída de la Siria baazista.
Está compuesto por un águila dorada que mira a su diestra y que cuenta con catorce plumas principales, siete en cada ala. Las catorce plumas representan las gobernaciones en que se divide el país y también a los catorce años que, a criterio del gobierno de transición de Siria, duró la guerra civil contra las Fuerzas Armadas Árabes Sirias de Bashar al-Ásad. Sobre su cabeza, se ubican tres estrellas doradas.

## Historia
Durante el breve periodo en que existió el Reino Árabe de Siria, desde el 8 de marzo de 1919 al 24 de julio
de 1920, se utilizó como emblema nacional compuesto por dos banderas de dicho Estado, cuyos mástiles se entrecruzaban. Sobre ellas, se encontraba una estrella de siete puntas de color verde y centro blanco y rojo. En la parte inferior se ubicaba la leyenda «Reino de Siria» en árabe.
|                                              |
| Emblema del Reino Árabe de Siria (1919-1920) |

|                                                          |
| Sello de los estados bajo el mandato francés (1920-1946) |

Una vez finalizado el mandato francés sobre el país y declarada la independencia, la primera República de Siria adoptó nuevos símbolos en 1945. El escudo contaba con un blazón blanco con un borde verde, en cuyo centro se colocaban las tres estrellas rojas de la bandera siria en forma vertical. El blasón era soportado por el Halcón de Quraish en plata y mirando a su siniestra. En su base se encontraba un lienzo con el nombre «República de Siria» y dos espigas de trigo.
Si bien sucesivos regímenes hicieron modificaciones al escudo al acceder al poder, la configuración establecida en la Primera República se mantuvo casi intacta. Al ascender al poder el Partido Baaz Árabe Socialista, el escudo fue modificado en 1963 adecuando el blasón a los nuevos tiempos. Así, el escudo pasó a estar compuesto por el Halcón de Quraish en oro aclarada de sable mirando a su izquierda. El ave porta sobre su pecho un escudo con los colores de la nueva bandera nacional, colocados en palo (gules, plata y sable, con tres estrellas de cinco puntas de sinople en la parte central). Bajo el escudo figuran dos ramas de laurel trazadas esquemáticamente. El ave de presa sostiene con sus garras una cinta de plata en la que figura escrita la denominación oficial del Estado: الجمهوريّة العربيّة السّوريّة (Al-Ŷumḥūriyah Al-'Arabiyāh Al-Sūriyāh, «República Árabe Siria». En 1980, se ajustó el blazón acorde con los cambios a la bandera, pasando así a tener dos estrellas de sinople en lugar de tres, mientras el lienzo inferior quedó en oro.
La única excepción a esta estructura fue durante la época de la República Árabe Unida, cuando se adoptó un escudo inspirado en el «Águila de Saladino» y que continúa en vigor en Egipto hasta la fecha.
|                                                  |
| Escudo de la Primera República siria (1945-1958) |

|                                                |
| Escudo de la República Árabe Unida (1958-1961) |

|                                                  |
| Escudo de la Segunda República siria (1961-1963) |

|                                         |
| Escudo de la Siria baazista (1963-1972) |

|                                                          |
| Escudo de la Federación de Repúblicas Árabes (1972-1980) |

|                                         |
| Escudo de la Siria baazista (1980-2024) |

Durante la guerra civil siria, que comenzó en marzo de 2011, los diferentes grupos de oposición utilizaron sus propios símbolos y emblemas. Después de la caída del régimen de Assad en diciembre de 2024, el gobierno de transición sirio recién formado actualizó el escudo de armas informalmente, cambiando el blazón por uno ajustado al diseño de la readoptada bandera de 1945 y que era el principal símbolo común entre los diferentes grupos opositores. Al no adoptarse oficialmente el escudo, diferentes versiones comenzaron a utilizarse, presentando variaciones principalmente en la forma de representación del Halcón.

### Nuevo Emblema Nacional
El nuevo Gobierno de transición de Siria presentó el 3 de julio de 2025 un nuevo emblema nacional representado por un águila real. La agencia de noticias siria "Sana" informó que la iniciativa forma parte de los esfuerzos por reconstruir y fortalecer la unidad nacional tras la Caída de la dinastía Ásad después de 14 años de guerra civil.
El emblema está compuesto de un águila dorada, con 14 plumas, una por cada provincia y por cada año de guerra civil. Sobre ella descansan tres estrellas, que representan al pueblo. Su nueva disposición –ubicadas sobre el águila y no dentro de un escudo– busca reflejar una relación renovada entre la ciudadanía y las instituciones.
El nuevo emblema se utilizará en documentos oficiales, edificios públicos y misiones diplomáticas.
|                                                         |
| Versión usada por el gobierno de transición (2024-2025) |

|                                                  |
| Versión usada por el primer ministro (2024-2025) |

|                                       |
| Versión dorada del escudo (2024-2025) |

|                                         |
| Versión plateada del escudo (2024-2025) |